# Liste des maires d'Allauch
Cet article dresse une liste par ordre de mandat des maires d'Allauch.

## Liste des maires
| Période                                  | Période      | Identité               | Étiquette | Qualité |
| ---------------------------------------- | ------------ | ---------------------- | --------- | --- |
| Les données manquantes sont à compléter. |              |                        |           | |
| 1788                                     |              | Louis Ricard           |           | |
| 1788                                     |              | Jean-Francois Dieude   |           | |
| 1791                                     |              | Honoré-Marie Tratebas  |           | |
| 1792                                     |              | Joseph Michel          |           | |
| 1794                                     |              | Jean-Baptiste Chaillan |           | |
| 1794                                     |              | Balthazard Daignan     |           | |
| 1797                                     |              | Laurent Guichard       |           | |
| 1800                                     |              | Bernard Bernard        |           | |
| 1829                                     | 1829         | Jean-Baptiste Geofroy  |           | |
| 1831                                     |              | Ange-Marie Cauvin      |           | |
| 1844                                     | 1870         | Louis Blanc            |           | |
| 1871                                     |              | Jean-Baptiste Bremond  |           | |
| 1871                                     |              | François Maillet       |           | |
| 1872                                     |              | Louis Bernard          |           | |
| 1874                                     |              | François Maillet       |           | |
| 1876                                     |              | Balthazard Rouvière    |           | |
| 1876                                     |              | Joseph Camoin          |           | |
| 1879                                     |              | Adrien Lieutard        |           | |
| 1881                                     |              | Vincent Roux           |           | |
| août 1882                                | mai 1888     | Louis-Marie Tratebas   |           | |
| mai 1888                                 | juin 1910    | Joseph Chevillon       |           | Député |
| juin 1910                                | juin 1915    | Frédéric Chevillon     |           | Député |
| juin 1915                                | mai 1929     | Alphonse Honnorat      |           | Député |
| mai 1929                                 | février 1941 | Louis Brunet           |           | |
| février 1941                             | juin 1941    | Charles Seatelli       |           | |
| juin 1941                                | octobre 1944 | Pierre Goreaud         |           | |
| octobre 1944                             | juillet 1967 | Louis Brunet           |           | |
| juillet 1967                             | mars 1971    | Pierre Audoubert       |           | |
| mars 1971                                | octobre 1975 | Jacques Gaillard       |           | |
| 5 octobre 1975                           | mai 2020     | Roland Povinelli       | PS        | Cadre administratif Conseiller général d'Allauch Conseiller régional de Provence-Alpes-Côte d'Azur Sénateur (2008-2014) |